# Larry ten Voorde

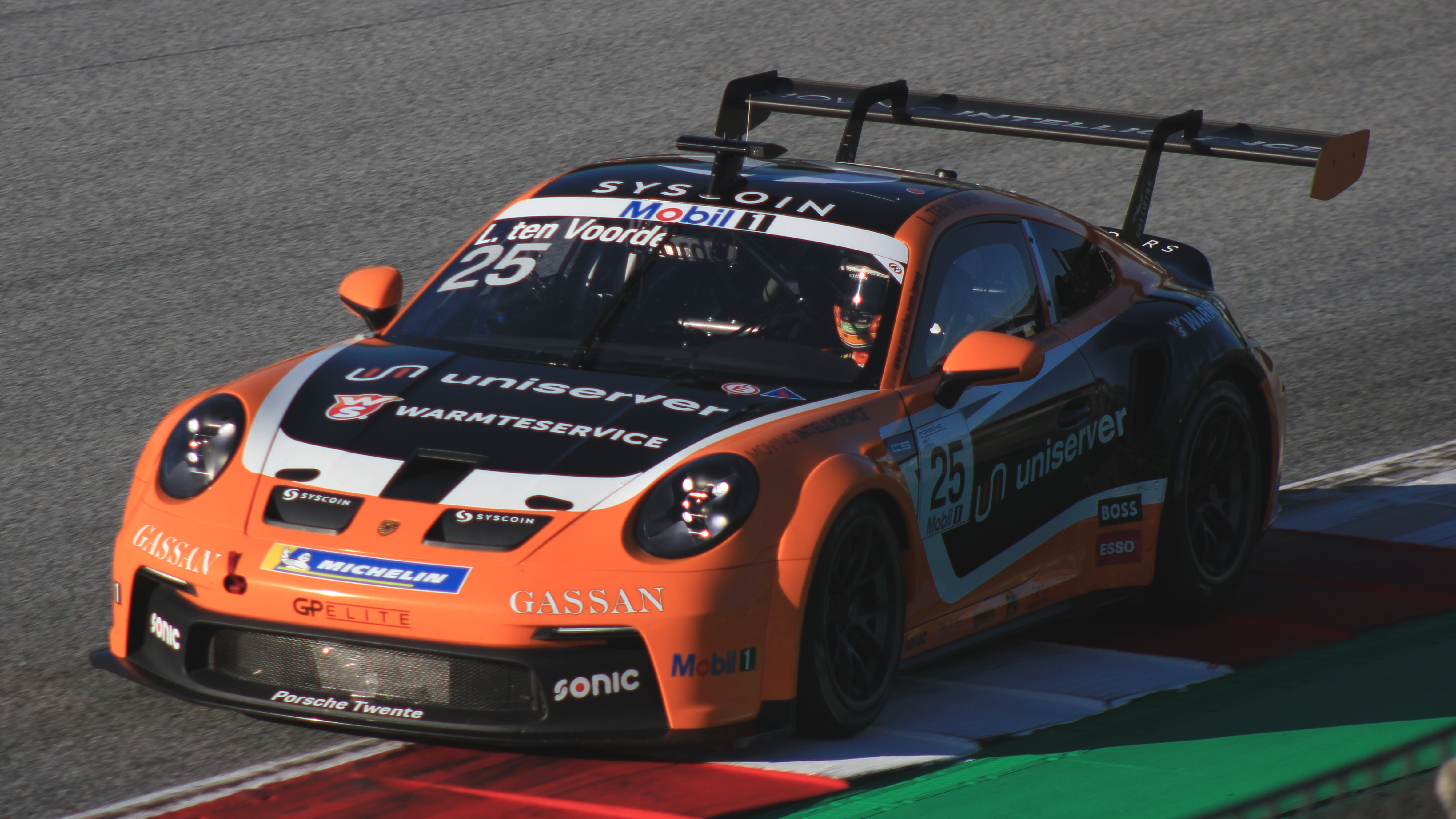
ten voorde tijdens de FIA Porsche Supercup Oostenrijk, 8 juli 2022

Larry ten Voorde (Enschede, 2 oktober 1996) is een voormalig Nederlandse autocoureur en meervoudig kampioen in verschillende Porsche Cup-competities. Ten Voorde werd bekend als een van de meest succesvolle coureurs in de Porsche Supercup en de Porsche Carrera Cup Duitsland. Na een carrière van zeven jaar in deze klassen kondigde hij in 2024 zijn afscheid aan van de actieve racerij en startte de Larry ten Voorde Academy om jong talent te begeleiden.

## Carrière
Ten Voorde maakte in 2018 zijn debuut in de Porsche Supercup en behaalde in 2020 zijn eerste kampioenschap in de klasse tijdens de beslissende race in Monza. Hij prolongeerde deze titel in 2021 en schreef dat jaar ook de Porsche Carrera Cup Duitsland op zijn naam, waarmee hij als eerste coureur beide kampioenschappen twee jaar op rij won.
In 2024 behaalde hij zijn derde en laatste Porsche Supercup-titel, wederom in Monza. Kort daarna kondigde Ten Voorde aan dat hij zijn actieve loopbaan in de Porsche Cup-klassen zou beëindigen om zich volledig te richten op de ontwikkeling van jong talent.

### Overstap naar CLRT
In 2024 stapte Ten Voorde over naar het Franse team CLRT, geleid door Côme Ledogar. Hiermee sloot hij een succesvolle periode bij het Nederlandse Team GP Elite af, waar hij tussen 2019 en 2023 meerdere titels behaalde.

## FIA World Endurance Championship
Naast zijn prestaties in de Porsche Cup-competities nam Ten Voorde deel aan de FIA World Endurance Championship (WEC). Hij reed onder andere in de 24 uur van Le Mans en de 8 Hours of Bahrain en behaalde een podiumplaats in de GTE-AM-klasse.

## Larry ten Voorde Academy
Na zijn afscheid van de actieve autosport richtte Ten Voorde de Larry ten Voorde Academy op, met als doel jonge coureurs te begeleiden naar de top van de autosport. "Ik wil mensen zien opbloeien en helpen het beste uit zichzelf te halen," verklaarde hij bij de aankondiging. Zijn academie richt zich op het trainen van talentvolle coureurs en het delen van zijn ervaring uit de Porsche Cup-klassen en endurance-races.

## Porsche Carrera Cup Duitsland
| Jaar | Team                            | 1     | 2     | 3      | 4       | 5     | 6     | 7       | 8       | 9     | 10     | 11    | 12    | 13     | 14    | 15      | 16    | Positie | Punten |
| ---- | ------------------------------- | ----- | ----- | ------ | ------- | ----- | ----- | ------- | ------- | ----- | ------ | ----- | ----- | ------ | ----- | ------- | ----- | ------- | ------ |
| 2017 | Team Deutsche Post by Project 1 | HOC 6 | HOC 5 | LAU 14 | LAU DNF | RBR 2 | RBR 4 | NOR 4   | NOR 5   | NUR 2 | NUR 1  | NUR 5 | NUR 5 | SAC 3  | SAC 2 | HOC DNF | HOC 8 | 5e      | 155    |
| 2018 | Team Deutsche Post by Project 1 | OSC 4 | OSC 8 | RBR 3  | RBR 3   | NUR 3 | NUR 5 | NUR 4   | NUR 4   | ZAN 9 | ZAN 3  | SAC 5 | SAC 3 | HOC 12 | HOC 3 |         |       | 3e      | 170    |
| 2019 | Overdrive Racing by Huber       | HOC 1 | HOC 1 | MOS 1  | MOS 2   | RBR 1 | RBR 4 | NOR DNF | NOR DNF | ZAN 5 | ZAN 26 | NUR 9 | NUR 4 | HOC 5  | HOC 6 | SAC 2   | SAC 1 | 3e      | 220    |
| 2020 | Nebulus Racing by Huber         | LMS 1 | SAC 2 | SAC 1  | SAC 2   | RBR 2 | RBR 2 | RBR 3   | LAU 1   | LAU 2 | OSC 2  | OSC 1 |       |        |       |         |       | 1st     | 236    |
| 2021 | Team GP Elite                   | SPA 1 | SPA 1 | OSC 2  | OSC 3   | RBR 2 | RBR 6 | MNZ 1   | MNZ 1   | ZAN 1 | ZAN 5  | MNZ 4 | MNZ 1 | SAC 1  | SAC 3 | HOC 1   | HOC 2 | 1st     | 326    |
| 2022 | Team GP Elite                   | SPA 3 | SPA 5 | RBR 4  | RBR 5   | EMI 3 | EMI 1 | ZAN 2   | ZAN 1   | NUR 1 | NUR 6  | LAU   | LAU   | SAC    | SAC   | HOC     | HOC   |         | 172    |

## Porsche Supercup
| Jaar | Team           | 1     | 2     | 3     | 4       | 5     | 6     | 7      | 8      | 9     | 10    | Positie | Punten |
| ---- | -------------- | ----- | ----- | ----- | ------- | ----- | ----- | ------ | ------ | ----- | ----- | ------- | ------ |
| 2018 | Team Project 1 | CAT 6 | MON 9 | RBR 8 | SIL 4   | HOC 9 | HUN 8 | SPA 10 | MNZ 28 | MEX 7 | MEX 6 | 10e     | 80     |
| 2019 | MRS GT-Racing  | CAT   | MON 3 | RBR 3 | SIL 4   | HOC 2 | HUN 3 | SPA 4  | MNZ 1  | MEX 5 | MEX 9 | 4e      | 115    |
| 2020 | Team GP Elite  | RBR 4 | RBR 3 | HUN 3 | SIL 1   | SIL 2 | CAT 1 | SPA 5  | MNZ 1  |       |       | 1st     | 155    |
| 2021 | Team GP Elite  | MON 1 | RBR 1 | RBR 3 | HUN 1   | SPA 8 | ZAN 5 | MNZ 3  | MNZ 1  |       |       | 1st     | 155    |
| 2022 | Team GP Elite  | EMI 2 | MON 1 | SIL 2 | RBR DNF | CAS 3 | SPA   | ZAN    | MNZ    |       |       |         | 82     |

## FIA WEC
In 2019 heeft ten Voorde twee keer mee kunnen doen in het FIA World Endurance Championship voor het Duitse team Project 1 op de #57 Porsche 911 RSR samen met Ben Keating en Jeroen Bleekemolen. Samen met Egidio Perfetti en matteo cairoli heeft ten Voorde deelgenomen aan de 24 uur van Le Mans 2020 voor het Duitse team Project 1, de #56 Porsche 911 RSR, met als resultaat 4e in de GTE-AM categorie. De 8 Hours of Bahrain 2020 heeft ten Voorde deelgenomen op de #56 auto samen met Egidio Perfetti en Jörg Bergmeister.
| Jaar      | Team           | 1     | 2     | 3     | 4     | Positie | Punten |
| --------- | -------------- | ----- | ----- | ----- | ----- | ------- | ------ |
| 2019-2020 | Team Project 1 | SHA 2 | BAH 1 | LMS 4 | BAH 1 | 3e      | 119    |